# Condado de Marengo
El condado de Marengo es un condado de Alabama, Estados Unidos. Nombrado en honor de la batalla que se libró cerca de Turín, Italia, en la que los franceses vencieron a los austríacos el 14 de junio de 1800. Tiene una superficie de 2546 km² y una población de 22 539 habitantes (según el censo de 2000). La sede de condado es Linden.

## Historia
El Condado de Marengo se fundó el 6 de febrero de 1818.

## Geografía
Según la Oficina del Censo de los Estados Unidos el condado tiene un área total de 2546 km², de los cuales 2531 km² son de tierra y 15 km² de agua (0,59%).

### Principales autopistas
- U.S. Highway 43
- U.S. Highway 80
- State Route 10
- State Route 25
- State Route 28
- State Route 69

### Condados adyacentes
- Condado de Hale (norte)
- Condado de Perry (noreste)
- Condado de Dallas (este)
- Condado de Wilcox (sureste)
- Condado de Clarke (sur)
- Condado de Choctaw (suroeste)
- Condado de Sumter (noroeste)
- Condado de Greene (nornoroeste)

### Ciudades y pueblos
- Aimwell
- Dayton
- Demopolis
- Faunsdale
- Linden
- Myrtlewood
- Providence
- Sweet Water
- Thomaston

## Demografía
| Población histórica Año Población ±% 1900 38 315 — 1910 39 923 +4.2 % 1920 36 065 −9.7 % 1930 36 426 +1.0 % 1940 35 736 −1.9 % 1950 29 494 −17.5 % 1960 27 098 −8.1 % 1970 23 819 −12.1 % 1980 25 047 +5.2 % 1990 23 084 −7.8 % 2000 22 539 −2.4 % |           |         |
| Población histórica |           |         |
| Año | Población | ±%      |
| 1900 | 38 315    | —       |
| 1910 | 39 923    | +4.2 %  |
| 1920 | 36 065    | −9.7 %  |
| 1930 | 36 426    | +1.0 %  |
| 1940 | 35 736    | −1.9 %  |
| 1950 | 29 494    | −17.5 % |
| 1960 | 27 098    | −8.1 %  |
| 1970 | 23 819    | −12.1 % |
| 1980 | 25 047    | +5.2 %  |
| 1990 | 23 084    | −7.8 %  |
| 2000 | 22 539    | −2.4 %  |